# Марецане ди Сото (Верона)
Марецане ди Сото је насеље у Италији у округу Верона, региону Венето.
Према процени из 2011. у насељу је живело 65 становника. Насеље се налази на надморској висини од 27 м.